# جاك هنت
جاك هنت (بالإنجليزية: Jack Hunt)‏ هو لاعب كرة قدم أمريكية أمريكي، ولد في 30 نوفمبر 1981 في روستون في الولايات المتحدة.